# 上泰森多夫阿赫河
47°51′13″N 12°48′46″E / 47.853695°N 12.812674°E

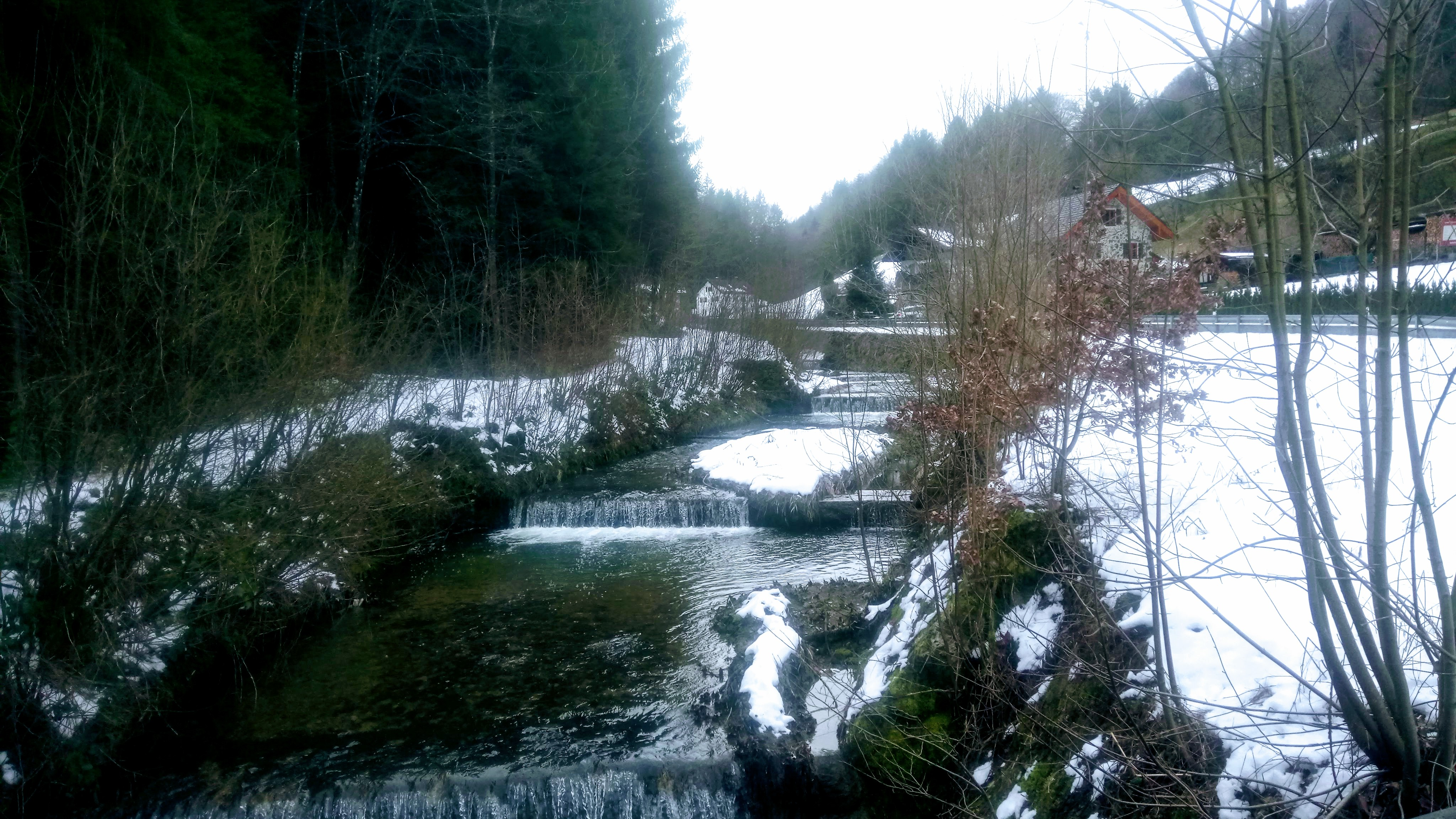

上泰森多夫阿赫河是德國的河流，位於該國東南部，由巴伐利亞負責管轄，屬於蘇爾河的支流，河道全長10.2公里，河口處在泰森多夫西北面。